# هيترودونتوصوريات
الهيترودونتوصورية (الاسم العلمي: Heterodontosauridae)، فصيلة من الديناصورات طيريات الورك المبكرة التي كانت على الأرجح من بين أكثر الأعضاء القاعدية (الأساسية) في المجموعة. بالرغم من ندرة أحافيرها ومجموعتها القليلة العدد، إلا أنها عاشت في جميع القارات باستثناء أستراليا لما يقرب من 100 مليون سنة، من العصر الثلاثي المتأخر إلى العصر الطباشيري المبكر.